# Kitchen Sink Press
Kitchen Sink Press était une maison d'édition américaine spécialisée dans la bande dessinée, active entre 1970 et 1999.

## Histoire
En 1969 Denis Kitchen décide de publier ses comics dans le magazine Mom’s Homemade Comics, en s'inspirant d'autres magazines tels que Bijou Funnies et Zap Comix. Il parvient à vendre les 4 000 exemplaires et cela le pousse à créer sa propre maison d'édition, Kitchen Sink Press, en 1970 (à l'origine cela fonctionnait comme une coopérative d'artistes),. Il lance alors le journal underground The Bugle-American avec de nombreux artistes.
Sous le nom de Krupp Syndicate, Denis Kitchen vend plusieurs comic strips à des journaux underground et des revues étudiantes. La liste des auteurs édités s'accroît avec Bruce Walthers, Don Glassford, Howard Cruse, Trina Robbins et S. Clay Wilson.
En 1993, Kitchen déménage et part s'installer à Northampton dans l'état du Massusschetts.
En 1999 Kitchen Sink cesse ses activités mais Denis Kitchen travaille avec l'éditeur Boom! Studios afin de rééditer les ouvrages publiés par Kitchen Sink.